# Liste des bâtiments historiques d'Hanoï
Cette Liste des bâtiments historiques d'Hanoï est non exhaustive et répertorie les plus anciens bâtiments du centre d'Hanoï construits avant l'indépendance en 1945.

## Liste
| Bâtiment                               | Image | Lieu                                | Construction | Architecte                            | Informations |
| -------------------------------------- | ----- | ----------------------------------- | ------------ | ------------------------------------- | ------------ |
| Opéra de Hanoï                         |       | 1, Rue Trang Tien Hoan Kiem         | 1910         | Broyer, V. Harley, Francois Lagisquet |              |
| Sofitel Legend Métropole Hanoi         |       | 15, rue Ngo Quyen Hoan Kiem         | 1901         |                                       |              |
| Pagode au Pilier unique                |       | Rue Ông Ich Khiêm Ba Dinh           | XIe siècle   |                                       |              |
| Pagode Trấn Quốc                       |       | Digue Thanh Niên                    | VIe siècle   |                                       |              |
| Bibliothèque nationale                 |       | Rue Trang Thi Hoan Kiem             | 1917         |                                       |              |
| Temple Ngoc Son                        |       | Lac Hoan Kiem                       | XVe siècle   |                                       |              |
| Tour de la Tortue                      |       | Lac Hoan Kiem                       | 1886         |                                       |              |
| Pagode Quốc Sư (vi)                    |       | 50, rue Ly Quoc Su                  | 1131         |                                       |              |
| Citadelle de Cổ Loa                    |       | District de Dong Anh                | -257         |                                       |              |
| Cité impériale de Thang Long           |       | 19C, rue Hoang Diu Ba Dinh          |              |                                       |              |
| Temple Láng                            |       | Đống Đa                             |              |                                       |              |
| Palais présidentiel                    |       | Rue Hung Vuong Ba Dinh              | 1906         | Auguste Henri Vildieu                 |              |
| Temple de Quan Thanh                   |       | Digue Thanh Niên                    | XIe siècle   |                                       |              |
| Temple de la Littérature               |       | Rue Quôc Thu Giam                   | 1070         |                                       |              |
| Prison Hỏa Lò                          |       | 1, rue Hỏa Lò Hoan Kiem             | 1886-1901    |                                       |              |
| Musée national d'histoire vietnamienne |       | Rue Trang Tien Hoan Kiem            | 1932         | Ernest Hébrard                        |              |
| Musée des beaux-arts du Viêt Nam       |       | 66, rue Nguyễn Thái Học             | 1937         |                                       |              |
| Cathédrale Saint-Joseph de Hanoï       |       | Rue Nhà Chung                       | 1886         |                                       |              |
| Église des Martyrs                     |       |                                     | 1932         | Ernest Hébrard                        |              |
| Église Saint-Antoine-de-Padoue         |       |                                     | 1934         |                                       |              |
| Séminaire Saint-Joseph                 |       | 40 rue Nahn Chung Hoan Kiem         | 1934         |                                       |              |
| Lycée Albert-Sarraut                   |       | Rue Hoang Van Thu Hoan Kiem         | 1934         | Adolphe Bussy                         |              |
| Pont Long Biên                         |       | Districts de Hoan Kiem et Long Bien | 1898-1903    | Daydé & Pillé                         |              |